# Elachista eskoi
Elachista eskoi là một loài bướm đêm thuộc họ Elachistidae. Nó được tìm thấy ở Đảo Anh, Đan Mạch, Fennoscandia và vùng Baltic.
Sải cánh dài 11–14 mm đối với con đực và 10-12.5 mm đối với con cái. Con trưởng thành bay vào early morning và late evening.